# Bjerre Sogn
Bjerre Sogn er et sogn i Hedensted Provsti (Haderslev Stift).
I 1800-tallet var Bjerre Sogn anneks til Nebsager Sogn. Begge sogne hørte til Bjerre Herred i Vejle Amt. Nebsager-Bjerre sognekommune blev ved kommunalreformen i 1970 indlemmet i Juelsminde Kommune, der ved strukturreformen i 2007 indgik i Hedensted Kommune.
I Bjerre Sogn ligger Bjerre Kirke.
I sognet findes følgende autoriserede stednavne:
- Bjerre (bebyggelse)
- Bjerrebæk (bebyggelse)
- Bjerrelide (areal, bebyggelse)
- Holmen (bebyggelse)
- Neder Bjerre (bebyggelse, ejerlav)
- Neder Gram (bebyggelse, ejerlav)
- Nørre Bjerre (bebyggelse, ejerlav)
- Sønder Bjerre (bebyggelse, ejerlav)